# Rudolf von Stubenberg

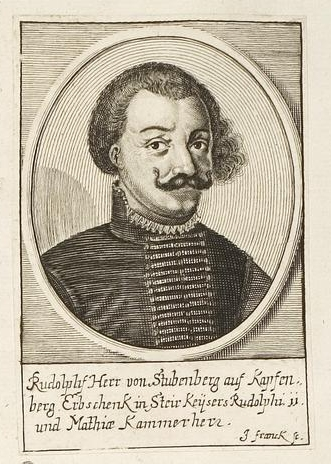
Rudolf von Stubenberg, Stich aus dem 17. Jahrhundert

Rudolf von Stubenberg ( Rudolf ze Stubenberka; * 1559; † 1. Februar 1620 in Jičín, Königgrätzer Kreis) war ein böhmischer Adeliger, der aktiv an der Ständepolitik teilnahm. Er entstammte dem steirischen Adelsgeschlecht Stubenberg.

## Leben
Rudolfs Geburtsjahr ist unbekannt. Er war der erste aus der Kapfenberger Linie der protestantischen steirischen Herren von Stubenberg, der seinen dauernden Wohnsitz im böhmischen Neustadt an der Mettau nahm, das seit 1548 im Besitz der Familie war. Bei der Erbeinigung im Jahre 1588 zwischen den zu der Zeit noch lebenden drei Brüdern Rudolf, Friedrich und Georg Hartmann war das böhmische Erbe an Rudolf gefallen. Um 1590 war auch die Herrschaft Hummel in seinem Besitz.
Rudolf heiratete in erster Ehe Elisabeth von Khevenhüller (* 1569), mit der er eine Tochter hatte, die im Kindesalter starb. In zweiter Ehe heiratete er Katharina (Kateřina), Tochter des Václav Smiřický (1563–1593) aus der Nachoder Linie des Adelsgeschlechts Smiřický von Smiřice und der Dorothea, geb. von Sternberg. Beide Ehefrauen Rudolfs starben nach kurzer Ehe. 1610 vermählte sich Rudolf in dritter Ehe in Linz mit Justina von Zelking. 1619 wurde der einzige Sohn Johann Wilhelm von Stubenberg geboren, der ein bekannter Barockdichter wurde.
Rudolf beteiligte sich aktiv an der böhmischen Ständepolitik und soll sowohl am Ständeaufstand von 1618 als auch am Prager Fenstersturz beteiligt gewesen sein. 1620 gehörte er einer kaiserlichen Delegation an, die die Erbstreitigkeiten der Smiřický-Schwestern Elisabeth (Alžběta) und Margareta (Markéta), verheiratete Slawata im Jičíner Schloss schlichten sollte. Während der Verhandlungen am 1. Februar 1620 sprengte Elisabeth das Schloss in die Luft. Unter den rund 50 Getöteten war auch Rudolf von Stubenberg.
Obwohl Rudolf nicht mehr am Leben war, wurde sein gesamtes Vermögen nach der Schlacht am Weißen Berge 1620 im Zuge der Protestantenverfolgungen in Böhmen durch den böhmischen Landesherrn Kaiser Ferdinand II. konfisziert. Die Herrschaft Neustadt ging an Albrecht von Wallenstein über, der sie jedoch schon nach kurzer Zeit weiter veräußerte.
Rudolfs nach der Enteignung mittellose Witwe Justina musste mit dem im April 1619 geborenen Sohn Johann Wilhelm Schloss Neustadt verlassen. Sie fanden Aufnahme auf der Schallaburg bei ihrem wohlhabenden niederösterreichischen Verwandten Georg von Stubenberg, dem Cousin des ums Leben gekommenen Ehemanns bzw. Vaters Rudolf. Georg von Stubenberg sah sich 1630 zur Emigration nach Regensburg gezwungen, wo er noch im gleichen Jahr starb. Die Witwe Justinia und ihr Sohn Johann Wilhelm emigrierten nach Sachsen, wo Justinia 1632 verstarb. Der Sohn Johann Wilhelm, der beim Tod seiner Mutter 13 Jahre alt war, erhielt erst 1641 nach langwierigen Auseinandersetzungen die Herrschaft Schallaburg als kaiserliches Lehen übertragen. Dort wuchs dessen Sohn Rudolf Wilhelm von Stubenberg, Enkel des Rudolf von Stubenberg, nach 1643 auf, bis auch er 1664 nach Regensburg emigrierte.
In Regensburg errichtete der 1664 emigrierte Rudolf auf dem heutigen sog. Gesandtenfriedhof bei der Dreieinigkeitskirche eine Familiengrabstätte mit Epitaph, in der neben seiner Mutter und seiner ersten Ehefrau, auch die umgebettete Leiche seines Vaters Johann Wilhelm und dann auch er selbst begraben wurden. Außerdem wurde auch die erhaltene Grabplatte des wohlhabenden Gönners der Familie, Georg von Stubenberg, hier platziert. Dessen ursprüngliche Grabstätte auf dem Petersfriedhof südlich vor den Toren von Regensburg war während der Kämpfe um Regensburg (1632–1634) zerstört worden.